# Nieuw-Haarlem
Nieuw-Haarlem (Neu-Haarlem) war eine Ortschaft in Nieuw Nederland (Neu-Niederlande), die von einer Gruppe Bauern unter Führung von Petrus Stuyvesant gegründet wurde.
Durch die Niederländische Westindien-Kompanie wurde der Ort 1658 formell anerkannt. Im Jahre 1664 wurde er von den Briten erobert. Heute ist Nieuw-Haarlem als Bezirk Harlem Teil der Stadt New York.